# おねがいマイメロディ すっきり♪
『おねがいマイメロディ すっきり♪』は、日本のテレビアニメ。テレビ大阪を制作局として、2007年4月1日から2008年3月30日までテレビ東京系列のアニメ・バラエティ番組枠『アニメロビー』内のコーナードラマとして放送された。『おねがいマイメロディ』シリーズの第3期。
CS局・アニマックスでも放送された。

## 概要
サンリオのキャラクター『マイメロディ』からのスピンオフ作品（ストーリーはアニメ完全オリジナル）。
従来のシリーズは30分枠での放送だったが、本作はアニメ・バラエティ番組枠『アニメロビー』内で放送される1回9 - 10分の短編作品となっている。枠内では前半部分で放送される。
サンリオのファンシーキャラクターを主人公としたアニメだが、世界観は牧歌的メルヘン世界ではない。現実の人間社会とそれに影響されるファンシーワールドとを舞台に、サンリオのキャラクターイメージを広げる個性豊かなファンシーキャラと、多様な人間の登場人物たちの交流を中心として、ギャグや魔法バトルやラブコメなど様々な要素が展開される、シュールで明るい少女向けアニメ。
当枠で玩具化されたのち、玩具メーカーであるアガツマが前作に引き続きスポンサーに参加している（本作では玩具ブランドの「PINOCCHIO」名義）。但し、「ロビーとケロビー」では同業者のエポック社が玩具化しているため、キャラクター商品は本作と「ロビケロ」の2作である。

## あらすじ
おねがいマイメロディの第3シリーズ。ダークパワーの精を倒し、ふたたび平和がもどったマリーランドと地球で巻き起こるシュールギャグラブコメディの続編。
マリーランドに戻ったマイメロディ（通称マイメロ）がクロミやバク達と一緒にサッカーをする途中、バクは草むらで謎の黒音符を出す。そのころ王様は、王位不適格者として裁判に掛けられ、賛成多数によって王様を辞めさせられてしまっていた。今回のマイメロの役目は、ダークパワーの精のカス（謎の黒音符）を回収すると同時に、それをキラキラ玉に変えて集め、次期王女になることである。一方クロミは、謎の黒豹にダークプリンセスの話を聞いて…。
はたしてマイメロは、みんなをすっきり♪させて、マリーランドのプリンセスになれるのだろうか。

## 登場キャラクター
詳細は各キャラクターを参照。その他の登場キャラクターや詳しい説明については、おねがいマイメロディの登場キャラクターの一覧から各記事を参照。
- マイメロディ
- 夢野歌
- 小暮駆
- クロミ
- バク
- 桜塚美紀
- 藤崎真菜
- フラットくん ピアノちゃん（ひつじさん）

## 物語の舞台設定
マリーランド (おねがいマイメロディ)、夢ヶ丘市を参照。

## スタッフ
- 原案 - サンリオ、福嶋一芳
- 監督 - 森脇真琴
- シリーズ構成 - 山田隆司
- キャラクターデザイン - 宮川知子
- デザインワークス - 野田康行
- 美術監督 - 福田和矢
- 色彩設計 - 石黒文子
- 撮影監督 - 鎌田克明
- 編集 - 中葉由美子、村井秀明
- 音響監督 - 平光琢也
- 音楽 - 渡部チェル
- プロデューサー - 原弘之、渡辺和哉、下川猛、可知秀幸
- アニメーション制作 - スタジオコメット
- 製作 - テレビ大阪、読売広告社、マイメロディ製作委員会

## 主題歌
短編作品のため地上波放送ではエンディングが存在せず、その影響でシリーズ唯一のオープニングテーマの変更が行われた。
オープニングテーマ1「キリキリスー」（第1話 - 第27話）
作詞 - 山田ひろし / 作曲・編曲 - 渡部チェル / 歌 - 黒木マリナ
第7話からは映像が一部変更。
オープニングテーマ2「Chu☆おねがいマイメロディ」（第28話 - 第52話）
作詞 - t@28 / 作曲・編曲 - 渡部チェル / 歌 - ナナカナ
エンディングテーマ「ほっぺにChu♡Chu♡」（アニマックス）
作詞 - 桑原永江 / 作曲・編曲 - corin. / 歌 - ナナカナ
最終回エンディングテーマ「夢見るチカラ」
作詞 - 斉藤浩志 / 作曲・編曲 - 伊藤心太郎 / 歌 - まいめろでぃーず

## 各話リスト
| 話数 | サブタイトル                 | 脚本       | 絵コンテ     | 演出         | 作画監督            | 放送日        | 収録DVD  |
| ---- | ---------------------------- | ---------- | ------------ | ------------ | ------------------- | ------------- | -------- |
| 1    | お花畑ですっきり!?           | 山田隆司   | 井上修       | 池畠博史     | 松本勝次 仲田美歩   | 2007年 4月1日 | MELODY.1 |
| 2    | マイメロちゃんですっきり!?   | 山田隆司   | 金﨑貴臣     | みなみはるか | 稲田真樹 宮川知子   | 4月8日        | MELODY.1 |
| 3    | お弁当ですっきり!?           | 江夏由結   | 高柳哲司     | 岡村正弘     | 岡村正弘            | 4月15日       | MELODY.1 |
| 4    | シュートですっきり!?         | 岸間信明   | 大久保政雄   | 大久保政雄   | 野田康行            | 4月22日       | MELODY.1 |
| 5    | ポエムですっきり!?           | 江夏由結   | 高柳哲司     | 池畠博史     | 小野陽子            | 4月29日       | MELODY.1 |
| 6    | 負け犬荘ですっきり!?         | 山田隆司   | 尼野浩正     | 平井義通     | 梶浦紳一郎          | 5月6日        | MELODY.2 |
| 7    | ダークプリンセスですっきり!? | 山田隆司   | みなみはるか | みなみはるか | 松本勝次            | 5月13日       | MELODY.2 |
| 8    | はじけてすっきり!?           | 大場小ゆり | 渡辺健一郎   | 渡辺健一郎   | 稲田真樹            | 5月20日       | MELODY.2 |
| 9    | お屋敷ですっきり!?           | 山田隆司   | 政木伸一     | 政木伸一     | 仲田美歩            | 5月27日       | MELODY.2 |
| 10   | タルトですっきり!?           | 江夏由結   | 大久保政雄   | 大久保政雄   | 野田康行            | 6月3日        | MELODY.2 |
| 11   | もふもふですっきり!?         | 大場小ゆり | 森脇真琴     | 池畠博史     | 宮川知子 仲田美歩   | 6月10日       | MELODY.2 |
| 12   | ふしぎの国ですっきり!?       | 大場小ゆり | 尼野浩正     | 山田一夫     | 梶浦紳一郎          | 6月17日       | MELODY.2 |
| 13   | エステですっきり!?           | 山田隆司   | 井上修       | 池田重隆     | 松本勝次            | 6月24日       | MELODY.3 |
| 14   | 初デートですっきり!?         | 江夏由結   | 岡村正弘     | 岡村正弘     | 稲田真樹            | 7月1日        | MELODY.3 |
| 15   | 猛レースですっきり!?         | 大場小ゆり | 尼野浩正     | 平井義通     | 宮川知子            | 7月8日        | MELODY.3 |
| 16   | 空気ですっきり!?             | 大場小ゆり | 大久保政雄   | 大久保政雄   | 野田康行            | 7月15日       | MELODY.3 |
| 17   | 夢みてすっきり!?             | 江夏由結   | 金﨑貴臣     | 池畠博史     | 梶浦紳一郎          | 7月22日       | MELODY.3 |
| 18   | 再会ですっきり!?             | 山田隆司   | 政木伸一     | みなみはるか | 松本勝次            | 7月29日       | MELODY.3 |
| 19   | 夏休みですっきり!?           | 江夏由結   | 渡辺健一郎   | 渡辺健一郎   | 渡辺敦子            | 8月5日        | MELODY.3 |
| 20   | 流れ星ですっきり!?           | 江夏由結   | 井上修       | みなみはるか | 稲田真樹            | 8月12日       | MELODY.4 |
| 21   | ヒヤッとしてすっきり!?       | 岸間信明   | 大久保政雄   | 大久保政雄   | 野田康行            | 8月19日       | MELODY.4 |
| 22   | ヒツジ村ですっきり!?         | 江夏由結   | 高柳哲司     | 池畠博史     | 仲田美歩            | 8月26日       | MELODY.4 |
| 23   | のどごしすっきり!?           | 大場小ゆり | 岡村正弘     | 岡村正弘     | 岡村正弘            | 9月2日        | MELODY.4 |
| 24   | プリンセスですっきり!?       | 山田隆司   | 尼野浩正     | みなみはるか | 梶浦紳一郎          | 9月9日        | MELODY.4 |
| 25   | チュウですっきり!?           | 岸間信明   | 渡辺健一郎   | 渡辺健一郎   | 松本勝次            | 9月16日       | MELODY.4 |
| 26   | らっきょですっきり!?         | 大場小ゆり | 金﨑貴臣     | 山田一夫     | 稲田真樹            | 9月23日       | MELODY.4 |
| 27   | 面接ですっきり!?             | 山田隆司   | 高柳哲司     | 池畠博史     | 仲田美歩 宮川知子   | 9月30日       | MELODY.5 |
| 28   | 胸キュンですっきり!?         | 大場小ゆり | 大久保政雄   | 大久保政雄   | 野田康行            | 10月7日       | MELODY.5 |
| 29   | チョロゲですっきり!?         | 江夏由結   | 金﨑貴臣     | 岡村正弘     | 梶浦紳一郎          | 10月14日      | MELODY.5 |
| 30   | 小さな幸せですっきり!?       | 山田隆司   | 佐藤まさふみ | 佐藤まさふみ | 松本勝次            | 10月21日      | MELODY.5 |
| 31   | カボチャ畑ですっきり!?       | 岸間信明   | 尼野浩正     | 遠藤晋       | 稲田真樹            | 10月28日      | MELODY.5 |
| 32   | ミラーですっきり!?           | 江夏由結   | 井上修       | 平井義通     | 仲田美歩            | 11月4日       | MELODY.5 |
| 33   | ヘロヘロですっきり!?         | 岸間信明   | 大久保政雄   | 大久保政雄   | 野田康行            | 11月11日      | MELODY.5 |
| 34   | ロックですっきりさー!?       | 山田隆司   | 渡辺健一郎   | 渡辺健一郎   | 梶浦紳一郎 仲田美歩 | 11月18日      | MELODY.6 |
| 35   | 七匹の子ヤギですっきり!?     | 大場小ゆり | 佐藤まさふみ | 佐藤まさふみ | 宮川知子            | 11月25日      | MELODY.6 |
| 36   | プリティ悪魔っ子ですっきり!? | 江夏由結   | 尼野浩正     | 池畠博史     | 松本勝次            | 12月2日       | MELODY.6 |
| 37   | チャレンジですっきり!?       | 岸間信明   | 岡村正弘     | 岡村正弘     | 岡村正弘            | 12月9日       | MELODY.6 |
| 38   | 仁義なきすっきり!?           | 山田隆司   | 金﨑貴臣     | 山田一夫     | 稲田真樹            | 12月16日      | MELODY.6 |
| 39   | クリスマスですっきり!?       | 大場小ゆり | 大久保政雄   | 池畠博史     | 野田康行            | 12月23日      | MELODY.6 |
| 40   | 大江戸ですっきり!? （その1） | 山田隆司   | 林屋春之助   | 政木伸一     | 仲田美歩            | 2008年 1月6日 | MELODY.6 |
| 41   | 大江戸ですっきり!? （その2） | 山田隆司   | 林屋春之助   | 政木伸一     | 梶浦紳一郎          | 1月13日       | MELODY.7 |
| 42   | ライバルですっきり!?         | 江夏由結   | 尼野浩正     | 山田一夫     | 松本勝次            | 1月20日       | MELODY.7 |
| 43   | ミファソですっきり!?         | 岸間信明   | 高柳哲司     | 平井義通     | 稲田真樹            | 1月27日       | MELODY.7 |
| 44   | アフリカですっきり!?         | 江夏由結   | 金﨑貴臣     | 山田一夫     | 宮川知子            | 2月3日        | MELODY.7 |
| 45   | チョコっとすっきり!?         | 大場小ゆり | 尼野浩正     | 池畠博史     | 野田康行            | 2月10日       | MELODY.7 |
| 46   | やみナベですっきり!?         | 山田隆司   | 佐藤まさふみ | 佐藤まさふみ | 梶浦紳一郎          | 2月17日       | MELODY.7 |
| 47   | 4年ぶりですっきり!?          | 山田隆司   | 岡村正弘     | 岡村正弘     | 岡村正弘            | 2月24日       | MELODY.7 |
| 48   | ひな祭りですっきり!?         | 江夏由結   | 井上修       | 遠藤晋       | 松本勝次            | 3月2日        | MELODY.8 |
| 49   | コンプリートですっきり!?     | 岸間信明   | 大久保政雄   | 山田一夫     | 稲田真樹            | 3月9日        | MELODY.8 |
| 50   | クロミランドですっきり!?     | 大場小ゆり | 佐藤まさふみ | 池畠博史     | 仲田美歩            | 3月16日       | MELODY.8 |
| 51   | 思い出してすっきり!?         | 山田隆司   | 大久保政雄   | 大久保政雄   | 野田康行            | 3月23日       | MELODY.8 |
| 52   | 温泉ですっきり!?             | 江夏由結   | 森脇真琴     | 池畠博史     | 梶浦紳一郎          | 3月30日       | MELODY.8 |

## インターネット配信
U-NEXT（日本）

## 次回予告
次回予告の短いものはもう一つのアニメ『ロビーとケロビー』とあわせてアニメロビー全体のエンディングで流れているが、次回予告の30秒バージョンも従来どおりアニメロビー公式ページ（#外部リンク参照）内の「つぎのおはなし」で見ることができる。

## 備考
- 従来シリーズから人気がある作品のため、旧来のファンから「放送時間を30分に戻して欲しい」等の要望が番組開始当初から多数寄せられ、その出来事が元で第41話の作中でネタとして扱われた事がある。
- 2007年7月1日放送分からは、ナレーションの泰勇気による解説が入り、OPの間に第1作目から続いていたマイメロの登場キャラをバックにしての提供テロップ表示が復活し、その後にCMに入る関係で、実際の放送時間は9分になった（最終回除く）。
- 放送時間が短くなったことから、全編マリーランドでの話や人間キャラクターが夢野歌のみの登場、歌やクロミ、バクの出番が少ない話もある。
- 地上波ではエンディングが存在しないため、従来エンディングで表示されていたオープニングアニメーション・アフレコ系のスタッフはオープニングに表示、その他のスタッフやキャストはアニメロビー全体のエンディングに表示された。また、複合番組内の放送であることからプロデューサー・製作会社はアニメロビーに統合され表示されず、代わって「アニメーションプロデューサー」（スタジオコメットのプロデューサー、他のシリーズは「プロデューサー」に統合）という役職が存在している。
- アニマックスでは、2008年1月9日から同年4月23日までの間は水曜日の『六時半蔵』枠（毎週水曜：18時30分〜19時00分ほか）で、同年5月10日以降は週末のみ放送された。2話連続放送となっており、アニメロビーの他のコーナーは放送されなかった。アニメロビーの前期の総合ED曲が、地上波では存在しない独自のエンディングテーマとして使われた。また、次回予告の30秒バージョンも放送された。
- 前作まで夢野奏を演じていた加藤夏希が本番組への出演を機に降板したため、本作では登場はするものの台詞が一切無いキャラクターとなっている。
- テレビシリーズではストーリーの時系列上最後となる作品だが、次作『おねがい♪マイメロディ きららっ★』終了から3年後の2012年3月にスマッシュ文庫より小説『おねがいマイメロディはいすく〜る』、翌年の4月にはその続編『おねがいマイメロディふぉ〜えば〜』が発売されている。この2本は設定上は前作の続編とされているが、負け犬荘など本作の設定も盛り込まれている。